# Bobina magnetica
Una bobina magnetica è un tipo di sistema di controllo d'assetto e di stabilizzazione usato sui satelliti. È composto da una serie di spire di un materiale conduttore e funziona generando un campo magnetico che interagisce con il campo magnetico del pianeta producendo un momento meccanico nel satellite.

## Funzionamento
Le bobine magnetiche sono sostanzialmente degli elettromagneti che generano un campo magnetico anisotropo quando sono attraversati da una corrente elettrica. Il campo magnetico può essere quindi controllato accendendo e spegnendo la corrente che scorre attraverso le sue spire. Per questo scopo si usa di solito un controllo automatico retroattivo, come nel caso del detumbling . Le bobine vengono in genere fissate alla struttura del satellite, in modo che qualunque forza magnetica che venga esercitata dalle bobine sul campo magnetico circostante produca un momento meccanico opposto intorno al centro di massa del satellite. Questo consente di creare una rotazione controllata del satellite utilizzando solo energia elettrica.
Di solito sono presenti tre serie di spire, sebbene configurazioni a uno o due serie possono essere sufficienti in applicazioni dove non è richiesto un controllo d'assetto completo o dove forze esterne come la resistenza aerodinamica consentono di usare un controllo sottoattuato. Le tre serie di spire sono di norma disposte perpendicolarmente tra loro per garantire una simmetria rotazionale del campo magnetico che viene generato.
Alcuni satelliti molto piccoli usano dei magneti permanenti invece di bobine magnetizzabili elettricamente.

## Vantaggi
Le bobine magnetiche sono strumenti leggeri e affidabili e assorbono poca potenza elettrica. A differenza dei motori a razzo, che per funzionare consumano propellente e quindi massa, non hanno una durata prestabilita ma sono teoricamente in grado di funzionare per un tempo indefinito fintantoché ricevono sufficiente potenza elettrica.
Un ulteriore punto di forza rispetto ad altri sistemi di controllo d'assetto come le ruote di reazione è l'assenza di parti mobili, che rende le bobine magnetiche uno dei sistemi più resistente ai guasti.

## Svantaggi
Il principale svantaggio delle bobine magnetiche è la necessità di un'alta densità del campo magnetico per ruotare satelliti particolarmente massivi o in generale per ottenere rotazioni molto rapide. Questo a sua volta richiede un'elevata corrente nelle spire o un forte campo magnetico esterno; quest'ultimo però dipende dal pianeta e non può essere variato. Per questo motivo, la coppia prodotta è in genere bassa e utile solamente per ruotare il satellite di angoli molto bassi e spesso non è sufficiente per un controllo d'assetto preciso.
Un ulteriore svantaggio è la dipendenza dal campo magnetico del pianeta, che rende questo approccio non adatto per missioni interplanetarie o anche orbite terrestri particolarmente alte come quelle geosincrone. La dipendenza dal campo magnetico del pianeta, che nel caso della Terra è altamente variabile, rendono questo controllo fortemente non lineare. È poi impossibile controllare l'assetto del satellite su tutti e tre gli assi anche usando tutte e tre le serie di spire, dato che il momento può essere generato soltanto perpendicolarmente al vettore del campo magnetico del pianeta.
Un satellite in movimento rotatorio costruito in un materiale conduttivo tende a perdere il proprio momento rotazionale quando si trova nel campo magnetico terrestre a causa della generazione di correnti parassite al proprio interno e della conseguente creazione di una forza frenante proporzionale alla velocità di rotazione. Questo implica che le bobine magnetiche devono essere mantenute in funzione continuativamente per controbilanciare le forze resistive, cosa che richiede una costante erogazione di potenza.